# Olint (mitologia)
En la mitologia grega, Olint, llatí: Olynthus, grec antic: Ὄλυνθος era un fill d'Hèracles i de Bolbe, del qual es creia que l'antiga ciutat antiga d'Olint i el riu Olint, prop d'Apol·lònia, van rebre el seu nom segons Ateneu de Nàucratis. Segons Conó i Esteve de Bizanci, Olint era fill del rei Estrímon. Quan fou mort durant la cacera per un lleó, el seu germà Brangas el va enterrar en el lloc on havia caigut, i va anomenar Olint la ciutat que posteriorment va construir.